# Thor (1898)
Thor, officiellt HM Pansarbåt Thor, var ett pansarskepp i svenska flottan. Thor var det andra fartyget av tre i Oden-klass, som hon bildade tillsammans med  Oden och Niord. Hennes huvudbestyckning utgjordes av två 25,4 cm kanoner i två enkeltorn, ett i fören och ett i aktern, och den sekundära bestyckningen av sex 12 cm kanoner i en kasematt midskepps. Thor byggdes på Bergsunds Mekaniska Verkstad i Stockholm och sjösattes den 7 mars 1898. Den 29 juni 1899 levererades hon till flottan. Fartyget moderniserades omfattande under första världskriget, då bland annat de båda skorstenarna byggdes samman och nya pannor installerades ombord. Thor utrangerades den 16 juli 1937. Hon låg därefter förtöjd en tid vid Karlskrona örlogsvarv innan hon skrotades där 1942. Fartyget fick sitt namn efter åskguden Tor från nordisk mytologi.

## Utformning
Thor byggdes i nitat stål med fören utformad till en rammstäv. Skrovet var 84,8 meter långt i vattenlinjen (86,3 meter inklusive rammen), 14,77 brett och hade ett djupgående på 5,5 meter. Standarddeplacementet var 3 328 ton och det maximala deplacementet uppgick till 3 720 ton. Framställningen av fartygspansar hade utvecklats sedan Oden sjösattes. Genom en ny tillverkningsmetod kallad harveysering, efter den amerikanske ingenjören Hayward A. Harvey, kunde pansarplåten göras tunnare och fortfarande ge samma skydd som det äldre pansaret av nickelstål. Thor kunde därmed få ett lika effektivt pansar som systerfartyget fast med betydligt lägre vikt.
Pansarbältet i vattenlinjen var 1,48 meter högt och var upp till 24 cm tjockt. Bältet sträckte sig över 50 meter av skrovsidan mellan huvudartilleriets barbetter, medan för- och akterskeppen helt saknade pansarskydd. Ett pansardäck bestående av två 2,4 cm tjocka lager plåt bildade tillsammans med pansarklädda skott ett pansrat citadell kring fartygets maskinutrymmen och ammunitionsdurkar. Huvudartilleriets barbetter omgärdades av 20 cm tjockt pansar och de rörliga tornen av 19 cm i sidorna och 3 cm i taken. De sex 12 cm kanonerna i kasematten skyddades av 10 cm pansarplåt.

### Maskineri
Framdrivningsmaskineriet tillverkades av Motala Mekaniska Verkstad. Sex Admiralty cylinderångpannor i två eldrum levererade ånga till två stående trecylindriga trippelexpansionsmaskiner, åtskilda från varandra av ett vattentät långskeppsskott. Maskineriet genererade en total effekt på 5 350 indikerade hästkrafter vilket gav fartyget en konstruktionsfart på 15,0 knop med naturligt drag utan bläster (luftinblåsning med fläktar för ökat drag över eldstaden). Aktionsradien var 2 500 nautiska mil vid 10 knops fart.

### Bestyckning

#### Artilleri
I likhet med Oden inköptes Thors huvudartilleri från det franska företaget Société Anonyme des Forges et Chantiers de la Méditerranée i Le Havre. Det bestod av två 25,4 cm kanoner m/1894B i ett förligt och ett akterligt enkeltorn. Fartygets medelsvåra kanoner tillverkades däremot i Sverige av Bofors-Gullspång, vilket blev företagets definitiva genombrott som producent av grovt artilleri till svenska flottan. Genom den viktminskning på runt 200 ton som det nya pansaret medgav kunde antalet medelsvåra kanoner ökas från fyra till sex. Det sekundära artilleriet utgjordes således av sex 12 cm kanoner m/1894 placerade i en pansarklädd kasematt midskepps. Kanonerna skildes från varandra av plåtskott.

#### Antitorpedbåtsvapen och kulsprutor
För att skydda fartyget mot fientliga torpedbåtar fanns tio 57 mm kanoner m/1889B. Sex placerades i överbyggnaden och två på vardera förliga och aktra bryggan. Dessa pjäser hade en maximal räckvidd på 5 000 meter och kunde avfyra en 2,722 kilo tung granat med en utgångshastighet på 705 meter i sekunden. Den maximala eldhastigheten var 35 skott per minut. I överbyggnaden fanns också två 37 mm kanoner m/1898B och i militärmastens märs två 8 mm kulsprutor m/1895 av typen Maxim-Nordenfelt.

#### Torpeder
Thors torpedbestyckning utgjordes av en 45,7 cm undervattentorpedtub m/1893 i förstäven tätt under rammen.

## Historia
Thor kölsträcktes 1897 på Bergsunds Mekaniska Verkstad i Stockholm och sjösattes den 7 mars 1898. Den 29 juni 1899 levererades hon till flottan.

### Moderniseringar

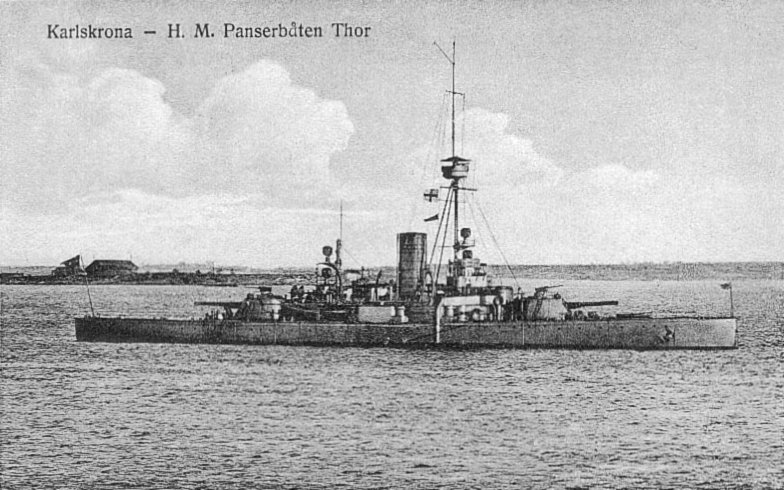
Thor efter moderniseringen 1914-16. Fartygets båda skorstenar har nu byggts samman till en. Samtida vykort.

Under 1900-talets första decennium genomgick fartyget och dess ångslupar en del mindre ombyggnader. 1902 försågs skrovet med slingerkölar, 1906 tillkom två snabbskjutande 37 mm kanoner m/1898B till ångsluparna och 1908 avlägsnades två av 8 mm kulsprutorna från bestyckningen.
Vid första världskrigets utbrott hösten 1914 mobiliserades delar av flottan som neutralitetsvakt. Den militärtekniska utvecklingen hade emellertid gått snabbt under de föregående åren och gjort den svenska pansarskeppsflottan delvis föråldrad. Samma år beslöt man därför att samtliga av Oden-skeppen skulle genomgå en kraftig modernisering. Ombyggnadsarbetena på Thor utfördes på Karlskrona örlogsvarv mellan 1914 och 1916. Manöverbryggan flyttades något akteröver så att sikten från stridstornet blev bättre. Den kraftiga militärmasten ersattes av en lättare trebensmast akter om bryggan, som uppbar en lätt märs och ett signalrå. Den aktra masten avkortades. Nya pannor installerades och rökupptagen drogs samman i en enda, bredare skorsten. Fartygets maxfart kunde därmed höjas något. Stävtorpedtuben togs bort och de sista två 57 mm kanonerna i kasematten flyttades upp på överbyggnaden. De två 57 mm kanonerna som redan stod i överbyggnaden byttes ut mot två modernare pjäser av samma kaliber.

### Utrangering och skrotning
I februari 1918 deltog Thor tillsammans med det nybyggda pansarskeppet HMS Sverige i Ålandsexpeditionen. Den 16 juli 1937 utrangerades Thor slutgiltigt. Hon låg därefter under några år vid "laget" på örlogsvarvet i Karlskrona i avvaktan på att säljas som skrot. Inga anbud kunde dock antas, varför varvet beslöt att själv ta sig an skrotningen av fartyget 1942.

## Långresan 1913
Färdväg
1. Sverige
2. Rouen, Frankrike
3. Kingstown, nuvarande Dún Laoghaire, Irland
4. Dover, England
5. Esbjerg, Danmark
6. Sankt Petersburg, Ryssland
7. Sverige